# مايو تومسون
مايو تومسون (بالإنجليزية: Mayo Thompson)‏ هو كاتب أغاني وموسيقي ومغني أمريكي، ولد في 26 فبراير 1944 في هيوستن في الولايات المتحدة.

## وصلات خارجية
- مايو تومسون على موقع ميوزك برينز (الإنجليزية)
- مايو تومسون على موقع إن إن دي بي (الإنجليزية)
- مايو تومسون على موقع ديسكوغز (الإنجليزية)